# 섬휘파람새

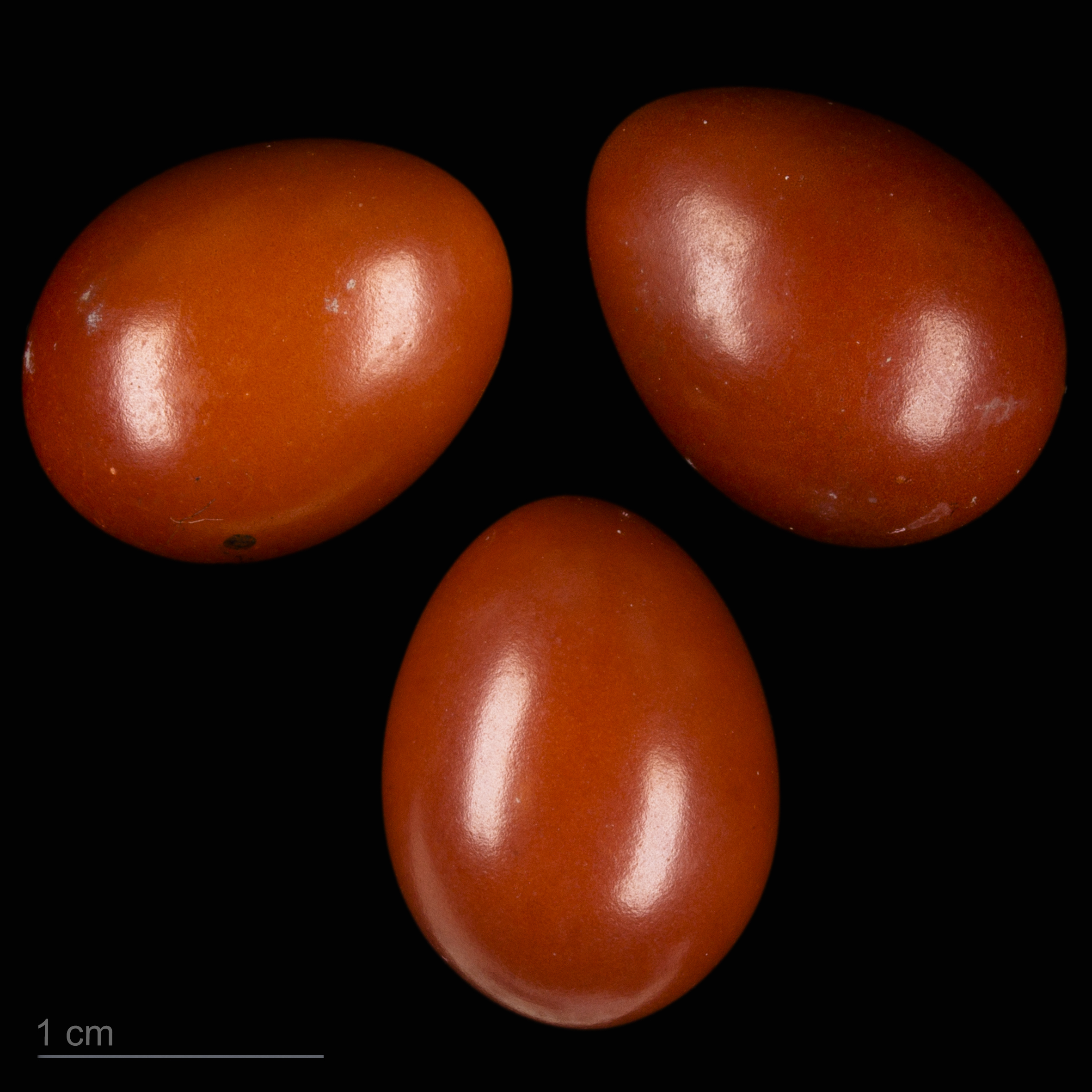
Horornis diphone cantans

섬휘파람새(Japanese bush warbler)는 휘파람새과 휘파람새속에 속하는 새다.
각종 효과음으로 자주 사용되는 특징적인 울음소리를 낸다.

## 서식지
섬휘파람새는 홋카이도 및 혼슈 북부 지역을 제외한 일본 전역 등에서 번식하고, 일본 남부 · 대만 · 동남아시아에서 겨울을 나는 철새이다. 대한민국에서도 제주도에서 번식하며 희귀하게 남부 산간 지방에서도 발견되기도 한다. 조선민주주의인민공화국및 중국 대륙 남부에서도 발견된 사례가 있다. 본래 서식지가 아닌 국가로 미국이 있는데 섬휘파람새가 번식하고 있어 외래종(I)으로 지정되어 있다.

## 문화
일본에서는 예부터 봄을 상징하는 새이다. 8세기 만엽집과 9세기 고금 와카집 등에도 섬휘파람새에 대한 노래가 실려 있다. 중세에는 섬휘파람새를 새장에 넣어 키우는 것이 유행하여 섬휘파람새 장수(鶯飼)라는 직업이 생길 정도였는데, 이는 메이지 시대에 야생동물 사냥을 법으로 금지할 때까지 계속됐다. 음력 2월에 해당하는 화투패 중에 섬휘파람새가 매화와 함께 그려진 패(매조)가 있다.
일본에서 섬휘파람새를 상징으로 사용하는 지역은 후쿠오카현, 야마나시현이 있다. 이뿐만 아니라 우에노하라시와 쓰루시와 같은 두 현의 몇몇 도시들은 시조로 섬휘파람새를 채택하고 있다.

## 사진

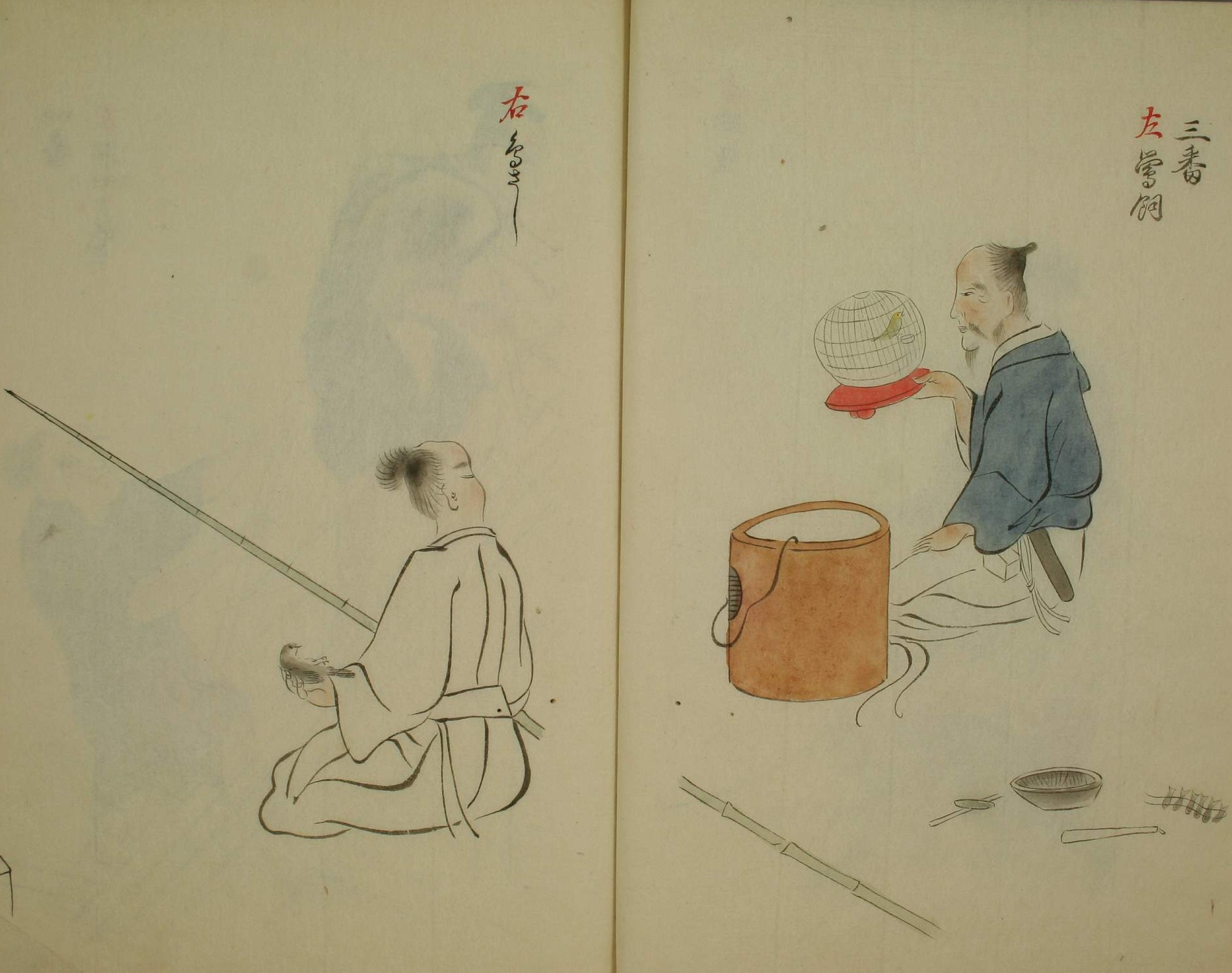
15세기의 새잡이와 섬휘파람새 장수.
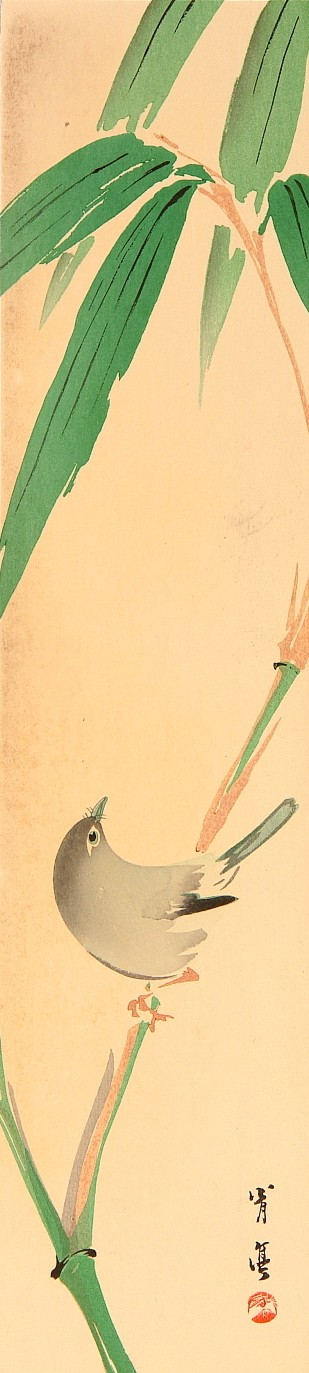
와타나베 쇼테이의 작품
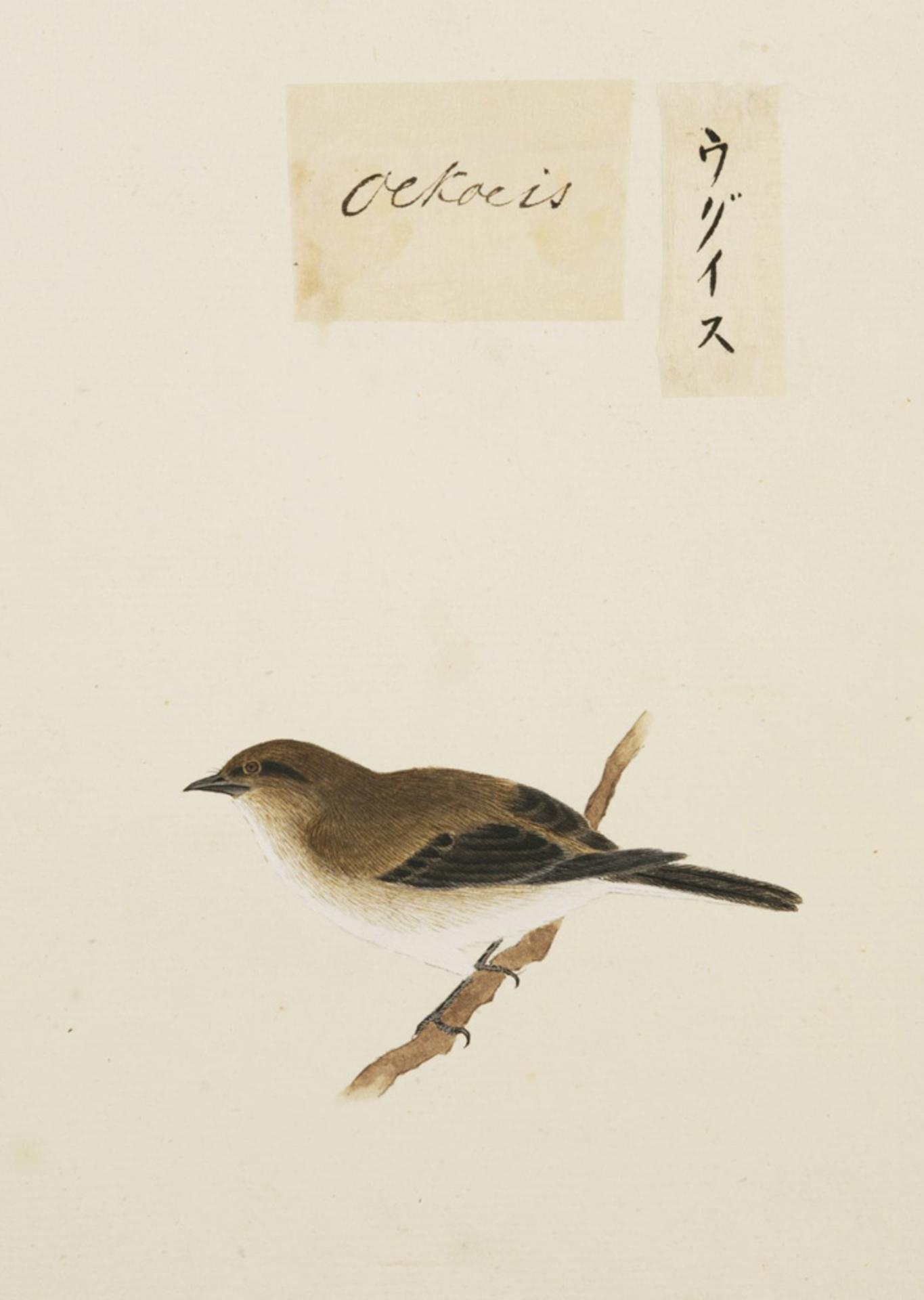
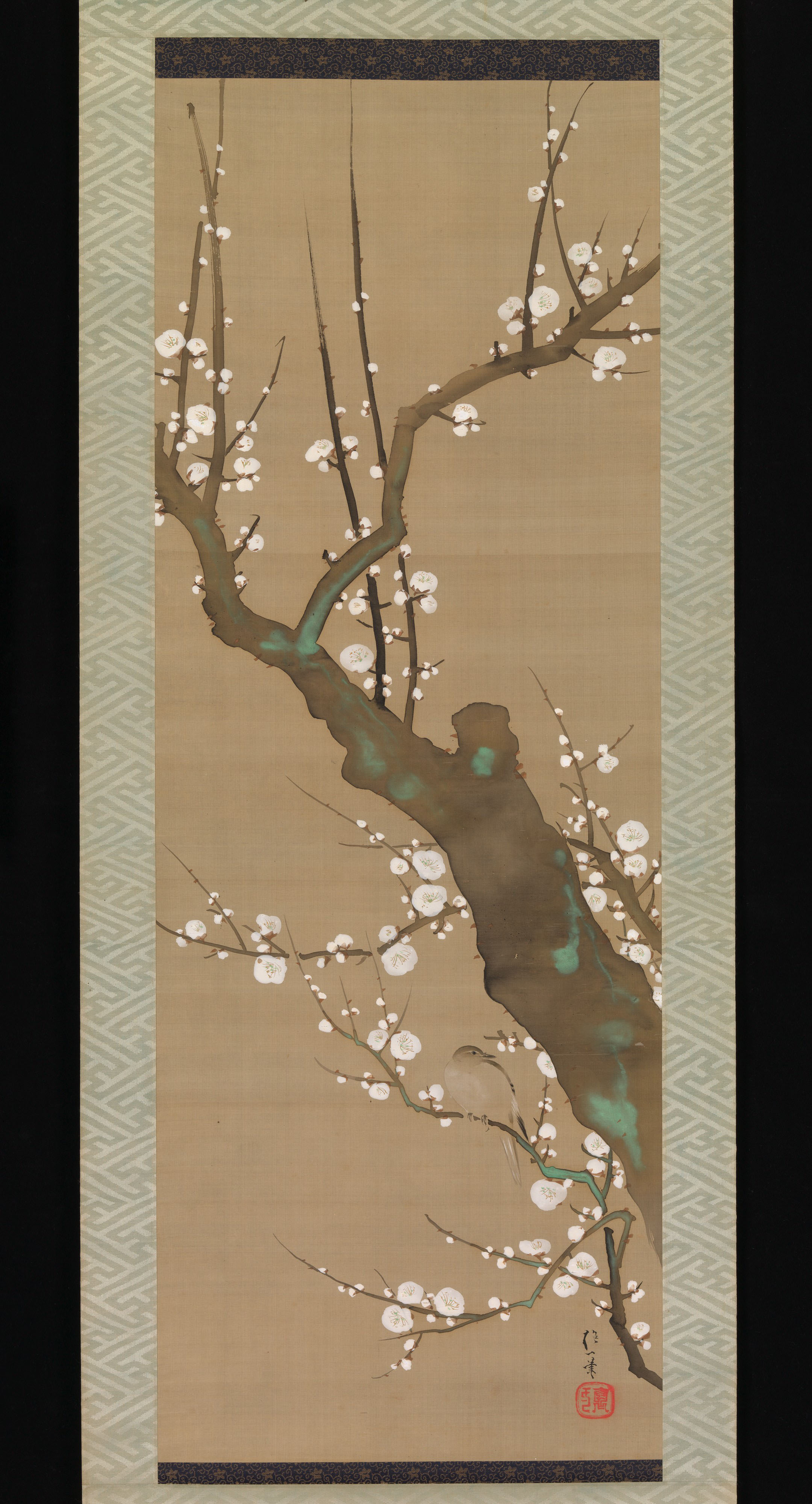
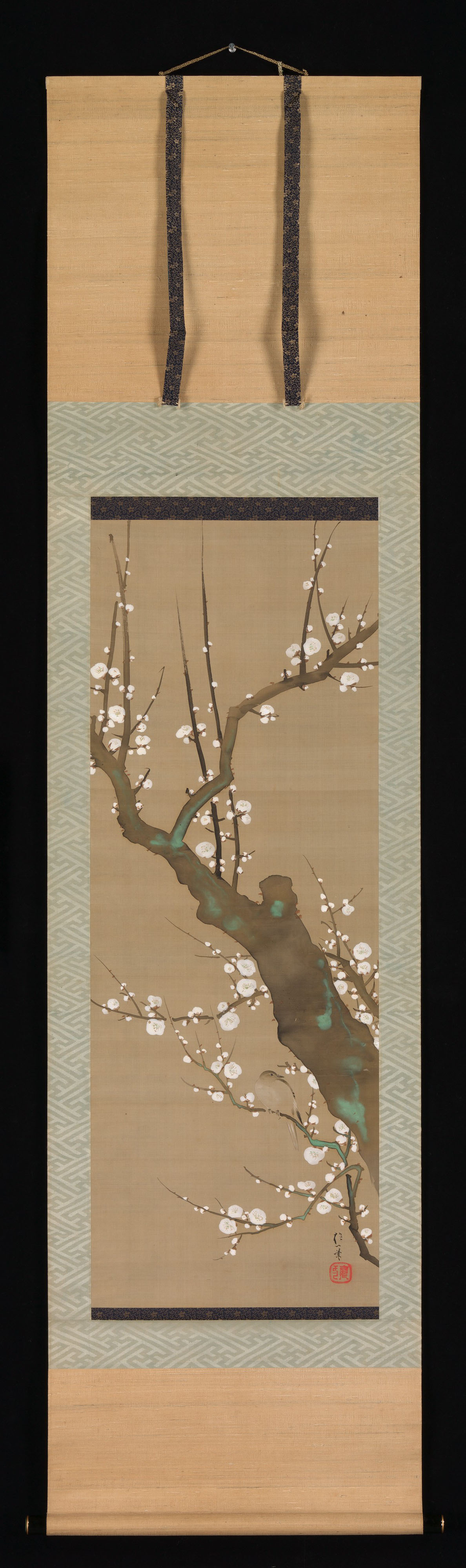
음력 2월에 해당하는 화투패 중 하나